# Maridalen

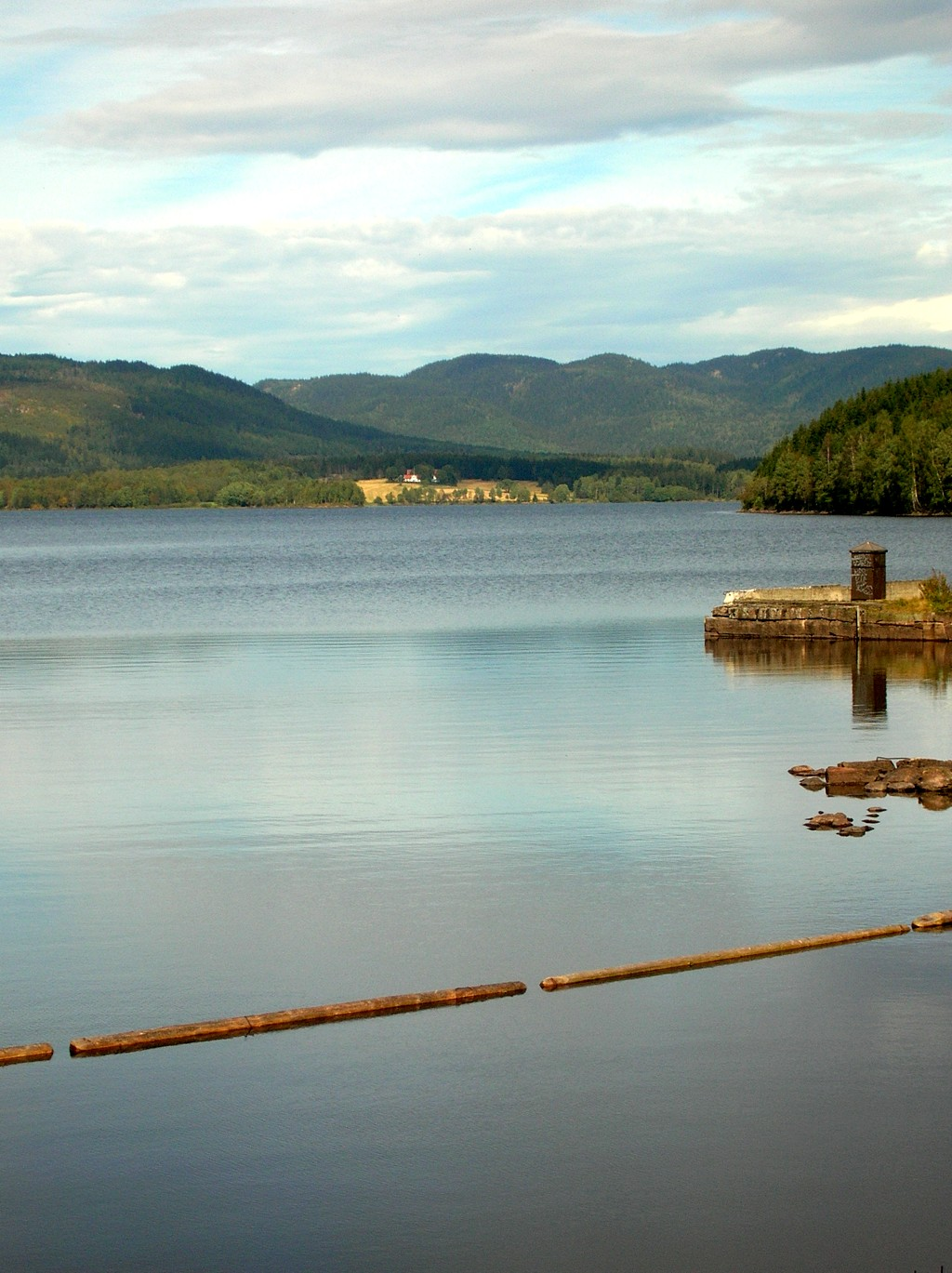
Maridalsvannet.

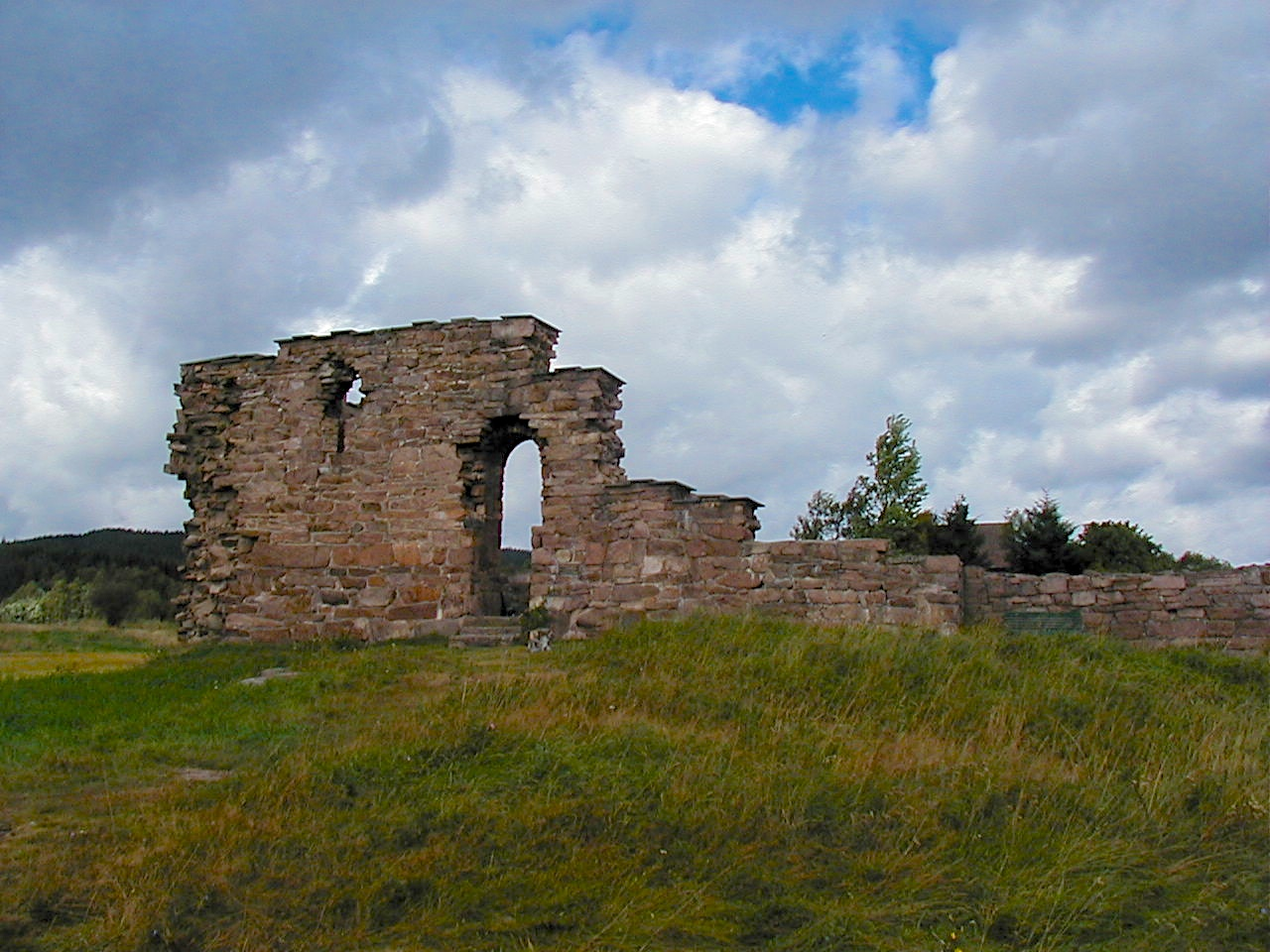
Ruinerna av Margarethakyrkan.

Maridalen är en dal i Oslo kommun i Norge. Den ligger i Nordmarka och sträcker sig från Maridalsvannet och norröver. Dalen är ett populärt tur- och rekreationsområde.
Vid den norra änden av Maridalsvannet ligger Maridalen kapell, nära ruinerna till en medeltida stenkyrka från cirka år 1250. Dalen har fått sitt namn efter helgonet Sankta Margareta, som kyrkan var vigd åt, och hette inledningsvis Margaretadalen. I dalen arrangeras det årliga "Maridalsspillet" som tar sig an livet i dalen på medeltiden.
Maridalsvannet är Oslos viktigaste dricksvattenkälla.